# Машина (телесериал)
«Машина» (исп. La Máquina) — мексиканский мини-сериал, созданный Марко Рамиресом. Режиссером проекта выступил Габриэль Рипштейн, главные роли исполнили Гаэль Гарсия Берналь, Диего Луна и Эйза Гонсалес . Премьера сериала состоялась 9 октября 2024 года на стриминговых платформах Hulu (Соединенные Штаты) и Disney+ (остальные страны).

## Сюжет
После сокрушительного поражения Эстебан (Машина) Осуна переживает непростой период в своей боксерской карьере. К счастью, его менеджер и лучший друг Энди Лухан полон решимости вернуть спортсмену былую славу. Однако, когда на сцену выходит конкурирующая криминальная организация, бой-реванш рискует перерасти в поединок со смертельным исходом. Пытаясь восстановить свою карьеру, Эстебан должен одновременно бороться со своими личными демонами и защищать свою семью, в том числе в бывшую жену Ирасему, журналистку, которая столкнулась с темной стороной мира бокса.

## В ролях
- Гаэль Гарсия Берналь — Эстебан (Машина) Осуна
- Диего Луна — Энди Перес
- Эйза Гонсалес — Ирасема
- Кристофер Эванджелу — Гарри Феликс
- Андрес Дельгадо — Сауль Перес
- Люсия Мендес — Жозефина Лухан
- Хорхе Перугоррия — Сикст
- Луис Гнекко — Факундо
- Карины Гиди — Карлота Перес

## Производство
27 июля 2022 года было объявлено, что стриминговая платформа Hulu одобрила съёмки испаноязычного сериала Марко Рамиреса, с Диего Луной и Гаэлем Гарсиа  Берналем в главных ролях. Исполнительными продюсерами проекта выступили Херардо Гатика, Леандро Гальперин и Адам Фишбах в качестве продюсеров. 5 сентября к актерскому составу присоединилась Эйза Гонсалес. На остальные роли были приглашены Луис Гнекко, Дариам Коко, Карина Гиди, Рауль Брионес, Хорхе Перугоррия, Люсия Мендес, Андрес Дельгадо, Кристофер Эванджелу и Хуан Карлос Хугенин.
Сценарий был написан Рамиресом, который продюсировал такие сериалы, как «Бойтесь ходячих мертвецов», «Сорвиголова» и «Защитники». Это его первый полностью испаноязычный проект.
Съёмки сериала проходили полностью в Мехико.

## Отзывы критиков
Рейтинг сериала на сайте Rotten Tomatoes составляет 91% со средней оценкой 7.1/10 на основе 32 обзоров. Консенсус критиков гласит: «Беспроигрышный дуэт Гаэля Гарсиа Берналя и Диего Луны одерживает победу нокаутом в этой масштабной боксерской драме, которая не оставит зрителей равнодушными — как удар наотмашь». Оценка проекта на сайте Metacritic составляет 67 балла из 100 на основе 16 рецензий, что приравнивается к «в целом положительному» статусу.